# 安迪帕罗斯岛

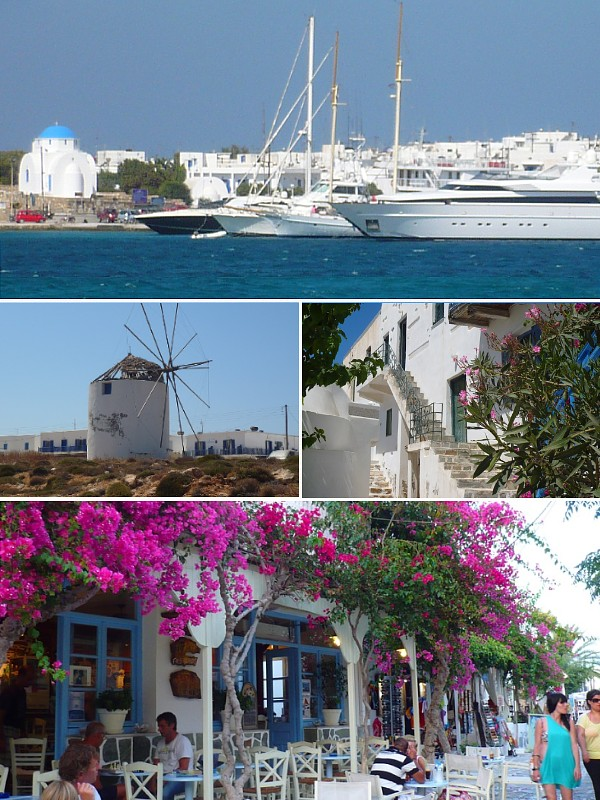
安迪帕罗斯岛

安迪帕罗斯岛（希臘語：Αντίπαρος）是希臘的島嶼，位於愛琴海南部，屬於基克拉澤斯的一部分。行政上隶属于南愛琴大區帕罗斯专区的安迪帕罗斯市镇。岛長11公里、寬4.5公里，面積45.182平方公里，最高點海拔高度308米，2001年人口1,037。

## 外部連結
- 安迪帕罗斯市镇官方网站 （希臘語和英語）